# Jörg Fiedler
Jörg Fiedler (ur. 21 lutego 1978 w Lipsku) – niemiecki szpadzista, brązowy medalista olimpijski, trzykrotny medalista mistrzostw świata, a także mistrz Europy.
Podczas igrzysk olimpijskich w Sydney w 2000 roku był piąty drużynowo i osiemnasty indywidualnie. Na rozgrywanych cztery lata później igrzyskach olimpijskich w Atenach reprezentacja Niemiec w składzie: Jörg Fiedler, Sven Schmid i Daniel Strigel zdobyła drużynowo brązowy medal. W zawodach indywidualnych zajął tym razem 25. miejsce. Brał też udział w igrzyskach olimpijskich w Londynie w 2012 roku, gdzie zajął piąte miejsce w rywalizacji indywidualnej.
Na mistrzostwach świata w Seulu w 1999 roku wspólnie z Arndem Schmittem, Markiem-Konstantinem Steifensandem i Elmarem Borrmannem wywalczył srebrny medal w zawodach drużynowych. Wynik ten Niemcy z Fiedlerem w składzie powtórzyli podczas mistrzostw świata w Hawanie w 2003 roku oraz mistrzostw świata w Lipsku dwa lata później.
Kilkukrotnie zdobywał medale mistrzostw Europy, w tym złoty indywidualnie na ME w Sheffield w 2011 roku.